# Мишковци
Мишковци (серб. Мишковци) — населенный пункт (деревня) в общине Дервента, который принадлежит энтитету Республике Сербской, Босния и Герцеговина. По результатам югославской переписи населения 1991 года в Мишковцах проживало 782 человека.

## Население
В населении деревни преобладают сербы.
| 1961                           | 1971 | 1981 | 1991 | - | - | - |
| ------------------------------ | ---- | ---- | ---- | - | - | - |
| 940                            | 902  | 889  | 784  | - | - | - |
| Гистограмма динамики населения |      |      |      |   |   |   |

### Национальный состав
1991 год:
- сербы — 719 человек (91,94 %);
- хорваты — 46 человек (5,88 %);
- югославы — 7 человек (0,89 %);
- мусульмане — 7 человек (0,89 %);
- другие — 3 человека (0,38 %).